# Lyrica Anderson
Lyrica Anderson (18 dicembre 1988) è una cantautrice, paroliera e personaggio televisivo statunitense.
Sebbene abbia pubblicato quattro album e svariate altre pubblicazioni musicali nelle vesti di interprete, Lyrica Anderson è nota soprattutto per aver scritto musica per altri artisti come Beyoncé, Demi Lovato, Chris Brown, Jennifer Hudson e Jason Derulo. A partire dal 2016 ha fatto parte del popolare reality show statunitense Love & Hip Hop.

## Carriera

### Autrice
Il debutto di Lyrica Anderson come autrice di canzoni avviene nel 2007, anno in cui la cantante R&B Mya inserisce il brano Walka Not a Talka in collaborazione con Snoop Dogg nell'album Liberation. Inizialmente il brano avrebbe dovuto essere cantato da Lindsay Lohan, che ha successivamente definito tale brano come il suo preferito tra tutti quelli a cui ha mai lavorato. Sempre nel 2007, Anderson scrive il brano di Keke Palmer Footwurking, mentre nel 2008 scrive il brano I Miss You per Webbie e LeToya Lucket.
Dopo aver scritto i brani Freak Out di Janette Biedermann e Pyramide per Charize e Iyaz, nel 2010 Anderson collabora con la Disney componendo dei brani per le colonne sonore della serie TV Hannah Montana e del film TV Camp Rock 2. Nel 2011 collabora ancora con Demi Lovato, protagonista di Camp Rock 2, scrivendo per lei i brani All Night Long con Timbaland e Missy Elliott e Together con Jason Derulo, entrambi inseriti nell'album Unbroken. Fra 2011 e 2012 collabora successivamente con The Knux e Natalia Kills per il brano 1974 e con BoA ed altri artisti sudcoreani nel brano One Dream.
Nel 2012 collabora per la prima volta con Elijah Blake nel brano X.O.X feat. Common; i due collaboreranno di nuovo nel brano del 2015 I Just Wanna. Nel 2013 Anderson scrive il brano Jealous per Beyoncé, per l'album eponimo dell'artista. Nel 2014 collabora con Tinashe per il singolo Pretend, Jennifer Hudson per il singolo Walk It Out e Blonde nel singolo I Love You. Nel 2015 collabora nuovamente con Jason Derulo per la sua collaborazione con K. Michelle Love Like That.  Nel 2017 collabora invece con Omarion nel brano Distance.
Sempre nel 2015 inizia una prolifica collaborazione con Chris Brown: inizialmente i due artisti lavorano insieme sui brani Wrist e Little Bit dall'album Royalty, tuttavia la sinergia tra i due è tale che Brown decide di collaborare con lei anche nei suoi due album successivi Heartbreak on a Full Moon e Indigo. In particolare, Anderson co-scrive i singoli Party e Questions per il primo disco ed i brani Cheetah, Part of the Plan e You Like That per il secondo.

### Interprete
In seguito ai primi successi come autrice, Lyrica Anderson firma con un contratto con la Mosley Records, componente della Interscope nonché casa discografica fondata da Timbaland. In questo periodo, l'artista ha realizzato varie collaborazioni con lo stesso Timbaland. Sotto questa etichetta, Anderson pubblica il mixtape Killing Me e l'EP Killing Me 2. Conclusi i rapporti con la Mosley, e cancellata per tale ragione di quello che doveva essere il suo album di debutto, l'artista continua a pubblicare vari progetti come artista indipendente, a volte coadiuvata dalla casa discografica Empire. Anderson pubblica dunque 4 album: Hello nel 2015, Aida nel 2017, Strengh nel 2018 e Bad Hair Day nel 2020. Sempre nel 2017 pubblica anche un altro EP intitolato Natasha Pearl.

### Televisione
Nel 2016, Lyrica Anderson ha fatto parte del cast del programma televisivo statunitense Love and Hip Hop, in coppia con suo marito A1 Bentley, anche lui produttore musicale. Confermata anche per l'edizione del 2017, la coppia ha successivamente lasciato lo show nel 2018.

## Vita privata
Lyrica Anderson ha sposato A1 Bentley nel 2016. I due hanno avuto il loro primo figlio Ocean Zion Bentley nel 2018.

## Discografia

### Album
- 2015 – Hello
- 2017 – Adia
- 2018 – Strenght
- 2020 – Bad Hair Day

### EP
- 2014 – King Me 2
- 2017 – Natasha Pearl

### Mixtape
- 2012 – King Me

### Singoli
- 2013 – Unfuck You (feat. Ty Dolla Sign)
- 2014 – Freakin (feat. Wiz Khalifa) from King Me 2 (2014)
- 2014 – Freakin Remix (feat. Wiz Khalifa e Eric Bellinger)
- 2015 – Hashtag
- 2017 – Don't Take It Personal
- 2020 – Marriott

### Brani musicali scritti per altri artisti
- 2007 – Walka Not a Talka (Mýa feat. Snoop Dogg)
- 2007 – Footwurking (Keke Palmer)
- 2008 – I Miss You (Webbie feat. LeToya Luckett)
- 2009 – Freak Out (Jeanette)
- 2010 – Pyramid (Charice feat. Iyaz)
- 2010 – Are You Ready (Hannah Montana)
- 2010 – Fire (Matthew 'Mdot' Finley)
- 2010 – It's On (Camp Rock 2: The Final Jam Cast)
- 2010 – Tear It Down (Matthew 'Mdot' Finley e Meaghan Martin)
- 2010 – Walking' In My Shoes (Matthew 'Mdot' Finley e Meaghan Martin)
- 2011 – All Night Long (Demi Lovato feat. Missy Elliott e Timbaland)
- 2011 – Together (Demi Lovato feat. Jason Derulo)
- 2011 – 1974 (The Knux feat. Natalia Kills)
- 2012 – X.O.X (Elijah Blake feat. Common)
- 2012 – One Dream (BoA feat. Henry e Key)
- 2013 – Jealous (Beyoncé)
- 2014 – Walk It Out (Jennifer Hudson feat. Timbaland)
- 2014 – Pretend (Tinashe feat. ASAP Rocky)
- 2014 – I Loved You (Blonde feat. Melissa Steel)
- 2015 – I Just Wanna... (Elijah Blake)
- 2015 – Love Like That (Jason Derulo feat. K. Michelle)
- 2015 – Wrist (Chris Brown feat. Solo Lucci)
- 2015 – Little Bit (Chris Brown)
- 2017 – All the Time (Ty Dolla Sign)
- 2017 – Questions (Chris Brown)
- 2017 – Party (Chris Brown feat. Usher e Gucci Mane)
- 2017 – Distance (Omarion)
- 2019 – Cheetah (Chris Brown)
- 2019 – Part of the Plan (Chris Brown)
- 2019 – You Like That (Chris Brown)

## Programmi televisivi
- Love & Hip Hop: Hollywood, stagioni 3-6 (2016-19)